# Ousse-Suzan
 Ousse-Suzan  (en occitano Ossa-Susan) es una población y comuna francesa, situada en la región de Aquitania, departamento de Landas, en el distrito de Mont-de-Marsan y cantón de Morcenx.

## Demografía
| 335 | 294 | 254 | 271 | 292 | 252 |
| Para los censos de 1962 a 1999 la población legal corresponde a la población sin duplicidades (Fuente: INSEE [Consultar]) |     |     |     |     |     |